# Samuel Tefera
Samuel Tefera (en amárico: ሳሙኤል ተፈራ, 23 de octubre de 1999) es un deportista etíope que compite en atletismo, especialista en las carreras de mediofondo.
Ganó dos medallas de oro en el Campeonato Mundial de Atletismo en Pista Cubierta, en los años 2018 y 2022, ambas en la prueba de 1500 m.

## Palmarés internacional
| Campeonato Mundial en Pista Cubierta | Campeonato Mundial en Pista Cubierta | Campeonato Mundial en Pista Cubierta | Campeonato Mundial en Pista Cubierta |
| Año                                  | Lugar                                | Medalla                              | Prueba                               |
| ------------------------------------ | ------------------------------------ | ------------------------------------ | ------------------------------------ |
| 2018                                 | Birmingham (Reino Unido)             | Medalla de oro                       | 1500 m                               |
| 2022                                 | Belgrado (Serbia)                    | Medalla de oro                       | 1500 m                               |